# Yogmelina brachyura
Yogmelina brachyura is een vlokreeftensoort uit de familie van de Gammaridae. De wetenschappelijke naam van de soort is voor het eerst geldig gepubliceerd in 1962 door Derzhavin & Pjatakova.